# Elizabeth FitzClarence, Bá tước phu nhân xứ Erroll
Elizabeth FitzClarence, Bá tước phu nhân xứ Erroll (17 tháng 1 năm 1801 – 16 tháng 1 năm 1856) là con gái ngoài giá thú của William IV của Liên hiệp Anh và Dorothea Jordan. Thông qua hôn nhân với William Hay, Bá tước thứ 18 xứ Erroll, Elizabeth và trở thành Bá tước phu nhân xứ Erroll vào ngày 4 tháng 12 năm 1820  ở tuổi 19. Nhờ cha mẹ của William Hay, William Hay đã trở thành Lord Steward of the Household.  Elizabeth và William Hay đã kết hôn tại Giáo xứ Thánh George, Quảng trường Hanover. William Hay có mặt trong bức chân dung gia đình FitzClarence ở Dinh thự Dun, và giữ lại một hòn đá dùng để ném vào William IV, và đôi găng tay mà ngài bá tước đã đeo khi khai mạc Quốc hội đầu tiên của mình như một kỷ vật.